# Колтон (Калифорния)
Колтон (англ. Colton) — город в округе Сан-Бернардино в штате Калифорния в Соединённых Штатах Америки. Имеет неофициальное прозвище «Город-хаб».
Согласно данным переписи населения США 2020 года число жителей города 
составляло 53 909 человек, что, для такого небольшого населённого пункта, существенно больше (+ 3.4%), чем было во время предыдущей переписи проводившейся в 2010 году (52 154 человека).

## История
В доколумбову эпоху этот район населяли коренные американцы из народов тонгва, серрано и кауилла. 

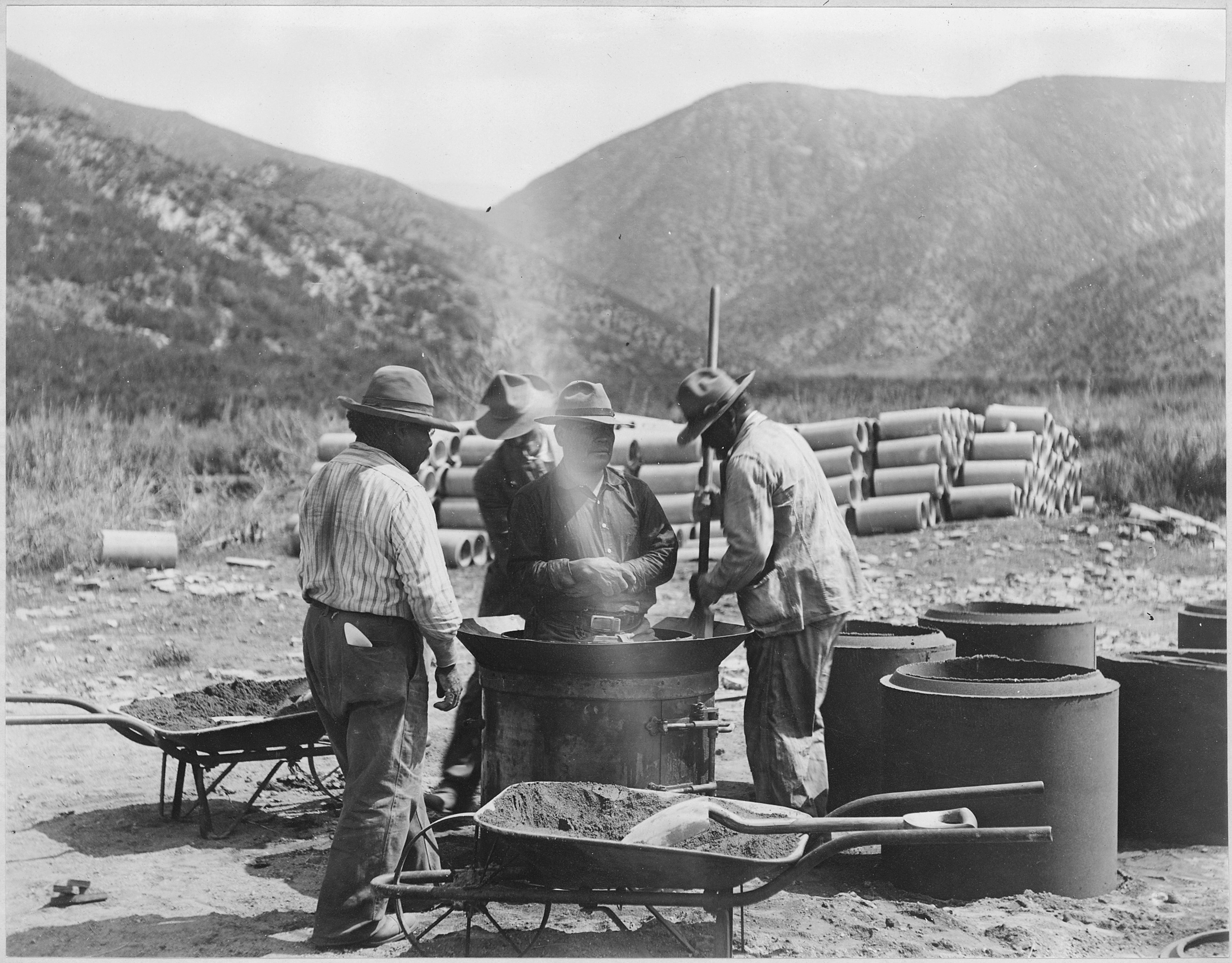
Индейцы из народа Серрано (народ) в 1915 году

Деревня тонгва Хомхоангна находилась в районе, который сейчас называется «Colton», недалеко от подножия предгорий каньона Рече, исторически известного также как Homhoa Canyon, происходящего от слова «homhoabit» из языка тонгва или «холмистое место».
Во время испанской эпохи Миссия Сан-Габриэль основала испанское поселение Политана в 1810 году, к северо-востоку от того места, где стоит современный Колтон. К 1840 году Колтон был частью двух частных ранчо (Джурупа и Сан-Бернардино).
В 1953 году значительная часть исторического центра Колтона была снесена бульдозерами, чтобы освободить место для шоссе Рамона, которое позже будет названо Шоссе Сан-Бернардино. 

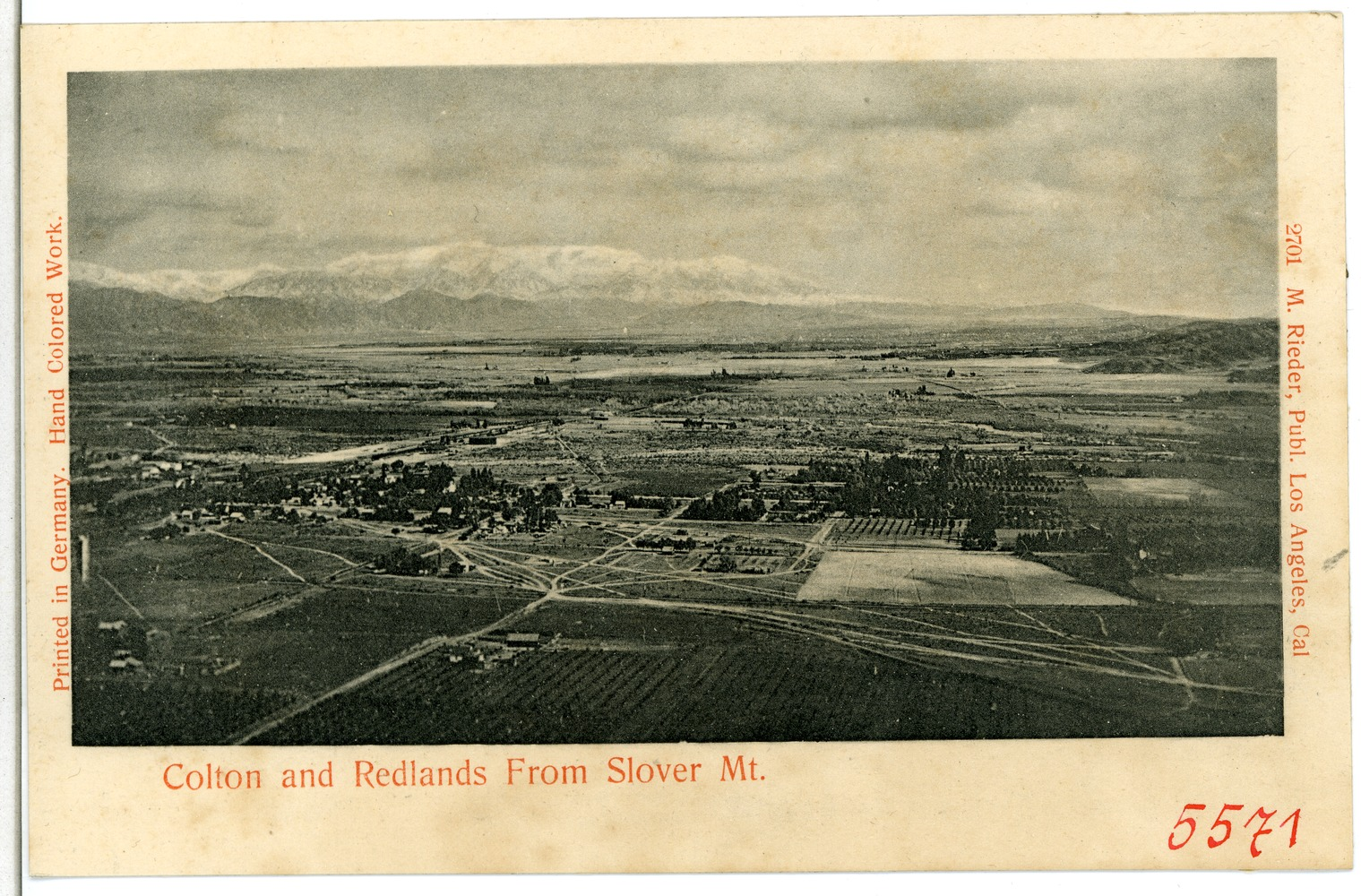
Колтон в 1904 году

Колтон называют «город-хаб» из-за того, что там был построен один из самых загруженных одноуровневых железнодорожных переездов в Соединённых Штатах. Переезд был обустроен в 1882 году компанией Southern Pacific; в этой точке «Южный трансконтинентальный маршрут» компании Burlington Northern Santa Fe пересекает «Маршрут Sunset» компании Union Pacific. 
Поскольку в середине 1990-х годов трафик на каждой линии начал стремительно расти, в основном из-за огромного увеличения импорта, проходящего через порты Лос-Анджелеса и Лонг-Бич, примитивный переход стал сильно тормозить грузопоток. 28 августа 2013 года переход на одном уровне был официально заменен эстакадой, которая поднимает пути UP с востока на запад над путями BNSF с севера на юг.
Несмотря на свой статус железнодорожного города, в Колтоне нет пассажирского железнодорожного сообщения. Пассажирские поезда, обслуживаемые Amtrak и Metrolink, хоть и проходят через Колтон, но не останавливаются там.

## География
Согласно данным представленным Бюро переписи населения США, общая площадь города составляет 16 квадратных миль (41 км2). из них 15,3 квадратных мили (40 км2) приходится на сушу, а 0,7 квадратных мили (1,8 км2 или 4,46%) занимает водная поверхность.
Гора Словер, некогда самая высокая точка долины Сан-Бернардино и место расположения Колтонского флага свободы, расположена в городе.

## Климат
Согласно системе классификации климатов Кёппена, в Колтоне теплый летний средиземноморский климат, на климатических картах сокращённо обозначаемый аббревиатурой «Csa».